# Venerød
Venerød (på dansk også Vinderad og Vinderød, på tysk Winderatt) er en landsby i det nordlige Tyskland, beliggende nord for Fladsby i Angel, Sydslesvig. Administrativt udgjorde Venerød tidligere en selvstændig kommune, men blev 1970 indlemmet i Sørup kommune. I den danske periode hørte landsbyen under Sørup Sogn (Ny Herred) i Flensborg Amt, Hertugdømmet Slesvig (Sønderjylland). Venerød blev første gang nævnt i 1418. I 1450 kom landsbyen i Slesvigbiskoppens eje. 1837 bestod byen af seks gårde, to kåd (husmandssteder) og en smedje. På angeldansk/sønderjysk udtales bynavnet Vinn'raj og Vinjerat. Stednavnet er sammensat af personnavnet Vindi (sml. glda.  windær for venderne) hhv. rød eller -rad (af glda. ruth) for rydning.
Få kilometer vest for landsbyen i nabokommunen Oksager ligger skovområder (Venerød Skov) og bebyggelsen Venerødled (på tysk Winderattheck). Nordvest for landsbyen ligger Venerød Sø og den tidligere fæstning Gravbod. I landsbyen findes et lille frugtmuseum med cirka 600 gamle æble- og andre frugtsorter på et cirka 4,1 hektar stort areal. .